# Tanz der Vampire
Tanz der Vampire (v angličtině známý jako Dance of the Vampires, v češtině jako Ples upírů) je původně rakouský muzikál vytvořený na motivy stejnojmenného filmu od režiséra Romana Polanského z roku 1967. Autorem hudby k muzikálu je Jim Steinman, texty sepsal Michael Kunze. Poprvé se Tanz der Vampire hrál ve Vídni v divadle Raimund v říjnu roku 1997 v hlavní roli s americkým hercem Stevem Bartonem, a tato produkce získala takovou popularitu, že v roce 1998 vyhrála cenu IMAGE AWARD za nejlepší muzikál. Později, v roce 2000, se show poprvé objevila v Německu (Stuttgart, Apollo Theater, v hlavní roli Kevin Tarte), a od té doby se dočkala svého zpracování v mnoha zemích Evropy i za jejími hranicemi. V české premiéře byl uveden v GoJa Music Hall.

## Postavy
- Hrabě von Krolock: šarmantní a okouzlující upíří hrabě
- Profesor Abronsius: chytrý, avšak poněkud bláznivý profesor
- Alfréd: profesorův mladý asistent, bláznivě zamilovaný do Sáry
- Sára: mladá, krásná dívka, toužící po svobodě
- Chagal: židovský hostinský, Sářin přehnaně ochranitelský otec
- Rebecca: Chagalova žena, neustále podváděna svým manželem
- Magda: krásná služebná a Chagalova nedobrovolná milenka
- Herbert von Krolock: homosexuální syn hraběte
- Koukol: hrbatý sluha hraběte

## Děj

### 1. jednání
Náš příběh se odehrává někdy na konci 19. století, kdesi hluboko v transylvánských horách. Abronsius, profesor z univerzity v Königsbergu, společně se svým mladým asistentem Alfrédem, přijíždějí sem do Transylvánie, aby zde pátrali po upírech, jejichž existenci se profesor Abronsius snaží, k velkému posměchu svých kolegů, celý svůj život dokázat.
Po strastiplné cestě dorážejí naši hrdinové do malé horské vesničky a ubytovávají se v hostinci, patřící místnímu židovskému hostinskému Chagalovi. Zde si profesor okamžitě všimne všudypřítomného česneku, a přes protesty místních, kteří přítomnost čehokoli nadpřirozeného popírají, ví, že je na správném místě. Alfréd se zde naproti tomu okamžitě zamiluje do dcery hostinského Sáry, která jeho náklonnost zprvu obětuje. Avšak krása mladé dívky přilákala i místního upíra, hraběte Krolocka, který Sáru po mnoho let tajně sledoval, a nyní, když se blíží její osmnácté narozeniny, se rozhodl konečně si vzít, co mu náleží.
Té noci přichází hrabě k hostinci a tajně promlouvá k Sáře, která ho však díky spojení mezi nimi slyší, mluví o věčném žalu nesmrtelného bytí, zároveň jí však slibuje moc a věčný život, který získá, až se stane upírem. Druhý den ráno přichází k hostinci hrbatý sluha hraběte, Koukol. Profesor, který ho spatří odcházet, se domáhá vysvětlení, avšak když mu nikdo nehodlá odpovědět, rozhořčený profesor, přísahá, že s pomocí logiky zjistí pravdu, ať to stojí, co to stojí.
Tu noc přichází hrabě znovu, a tajně vstupuje do koupelny, kde se Sára koupe. Ta, vyděšená a fascinovaná jeho přítomností, není schopná ze sebe vydat ani hlásku, a jen naslouchá jeho slovům, jak ji hrabě zve na velký bál na svém hradě, kde najde svobodu po které touží. Už už se ji hrabě chystá kousnout, avšak Alfréd, který zrovna v tu chvíli nahlédne do koupelny klíčovou dírkou, jeho plány překazí.
Později téhož večera přichází k hostinci Koukol a nechává pro Sáru přede dveřmi balíček, nádherné červené boty zabalené v krvavě rudém šátku. Sára, která se už rozhodla pozvání hraběte přijmout, se před hostincem setkává s Alfrédem, jež jí vyznává lásku, ona však, nedočkavá svého setkání s hrabětem, Alfréda obelství a uniká. Její otec, šílený strachem o svou dceru, bezmyšlenkovitě vyběhne za ní, a druhý den ráno je nalezen mrtvý s četnými kousanci po celém těle. Profesor, který dobře ví, co se stane, pokud nebudou okamžitě jednat, chce Chagalovi okamžitě probodnout srdce, avšak Chagalova manželka Rebecca mu v tom zabrání.
Později, během noci, přichází k Chagalovi služebná Magda, k níž se Chagal vždy choval jako ke své poněkud nedobrovolné milence, zvědavě si prohlíží jeho mrtvé tělo, a nahlas přemýšlí o vztahu, který spolu za jeho života měli. Bohužel zrovna v tu chvíli se Chagal probouzí jako upír. Magda se ho pokouší odehnat křížem, jelikož však je Žid, tato ochrana na něj nepůsobí, a Chagal nakonec Magdu kousne a přitom je nechtěně zabije. Na scénu přichází profesor s Alfrédem, kteří se rozhodli pod pláštíkem noci svůj úkol dokončit, a Chagala odhalí. Alfréd však zabrání profesorovi, aby hostinskému probodl srdce, neboť si uvědomí, že Chagal by je teď jako upír mohl dovést tam, kam odešla Sára. Nechají tedy Chagala jít a společně ho následují na hrad hraběte.
Zde, před branou hradu, se setkávají se samotným hrabětem, který je, naoko nadšeně, přivítá, a zve je, aby nějaký čas strávili pod jeho střechou, a při té příležitosti jim představí svého syna Herberta, kterému se Alfréd okamžitě zalíbí. Profesor, odhodlaný této nové okolnosti využít ke svému prospěchu, pozvání přijímá.
V hradu si pak hrabě zavolá Alfréda stranou a sliby nesmrtelnosti a síly se snaží získat ho na svou stranu, zároveň mu naznačuje, že Sára je tady na hradě a jedině s jeho pomocí by ji mohl získat. Alfréd, zmatený a vyděšený, urychleně prchá za profesorem do hloubi hradu, a první jednání se uzavírá.

### 2. jednání
Druhé jednání je zahájeno příchodem Sáry na hrad. Sára se zvědavě a s úžasem prochází po hradě a hrabě ji přichází přivítat. V potemnělém tanečním sále si vzájemně vyznávají své city, a hrabě jen s přemáháním odolává nutkání ji kousnout. Mezitím v jedné z hradních ložnic spí Alfréd společně s profesorem, avšak zatím profesor spí těžkým, poklidným spánkem, Alfrédovou myslí zmítá noční můra: zdá se mu o tom, že nedokáže hraběte porazit a sám se stane upírem, načež sám zabije Sáru, do níž se zamiloval.
Druhý den ráno se Alfréd probouzí s jedinou myšlenkou: najít Sáru a zmizet, avšak profesor Abronsius, odhodlaný splnit úkol, kvůli němuž do Transylvánie přijel, se rozhodne napřed najít oba upíry a zničit je. Alfréd neochotně následuje profesora do hradní krypty, když však profesor při sestupu dolů zůstane viset na zábradlí a není schopný se vyprostit, je na Alfrédovi, aby úkol dokončil, ten však není schopný zasadit upírům smrtící ránu a společně s nakvašeným profesorem tedy odcházejí.
Po jejich odchodu se v kryptě probouzejí Chagal a Magda, která po své přeměně v upíra zcela změnila svůj postoj vůči Chagalovi, ale jejich malý románek je přerušen rozzuřeným Koukolem, který si nepřeje, aby jeho pánové byli při svém spánku nikým vyrušováni.
Alfréd s profesorem při svém pátrání narazí na obrovskou knihovnu, ve které se profesor začne okamžitě nadšeně procházet a zapomene při tom na celý svět, že čehož je Alfréd dosti zoufalý, neboť se připozdívá a jeho jedinou touhou je najít Sáru a toto místo opustit. V tu chvíli zaslechne Alfréd Sářin zpěv a vydá se po zvuku, načež Sáru s úlevou nalézá v koupelně. Ta však odmítá s ním kamkoliv odejít a zasněně mu vypráví o nadcházejícím plese, načež ho pošle pryč.
Nešťastný Alfréd se zpovídá ke své velké lásce k Sáře, a probouzí se v něm nové odhodlání bojovat. Když se však vrací zpátky do koupelny, místo Sáry v ní nalézá Herberta. Mladý upír mu poté vyznává lásku a pokouší se ho kousnout, naštěstí Alfréda ale zachrání profesor, a společně prchají ven na hradby. Zde se setkávají s hrabětem, který se profesorovi vysmívá, a vzápětí se stanou svědky toho, jak se z hradního hřbitova vyrojí desítky upírů, lamentujících nad zoufalou jednotvárností své existence.
Na prázdný hřbitov poté přichází sám hrabě a pohled na hroby těch, jež zde leží, v něm probouzí vzpomínky na časy minulé. Ve své melancholii hrabě vzpomíná na svou první oběť, na lidi, které zabil během staletí svého nemrtvého života, přestože to vlastně ani nechtěl, avšak jeho nekonečný hlad pro něj nikdy nebylo možné překonat. Zamýšlí se nad lidskými hodnotami, které pro někoho jako je on, někoho, kdo jen touží po tom, aby nemusel ubližovat všem, na kterých mu záleží, vůbec nic neznamenají, a předpovídá budoucnost, kdy lidé budou jako on, kdy jediné, co bude něco znamenat, bude lidský chtíč, který nikdy nebude možné naplnit.
Nadchází čas plesu a všichni upíří se shromažďují v tanečním sále. Aniž by si jich někdo všiml, se sem tajně vplíží i Alfréd s profesorem. Přichází hrabě a promlouvá ke shromážděným upírům o nadcházející hostině, jejímž hlavních chodem se mají stát oni sami, Sára však patří jen a pouze hraběti. Následně přichází i sama Sára, oděná v překrásných rudých šatech, a konečně, po dlouhém čekání, ji hrabě kousne, načež spolu záhájí ples. Sára, zesláblá a omámená, se zmateně proplétá mezi tančícími páry, čehož Alfréd a profesor využijí, a pokusí se ji odvést pryč. Přestože je hrabě nakonec odhalí, profesorovi se upíry podaří odehnat pomocí kříže sestaveného ze dvou svícnů, a všichni tři, vyprovázení zoufalým křikem hraběte, a pronásledováni Koukolem, prchají pryč.
V lese však Koukola roztrhají vlci a našim hrdinům se podaří uniknout. Když však Sára už nemá sílu dál pokračovat, a Alfréd ji šťastně vezme do náruče, všimneme si, na rozdíl od Alfréda, že její proměna v upíra byla právě dokončena a Alfréd se vzápětí stane její první obětí. Poté, co Sára zabrání nové přeměněnému Alfrédovi, aby se na profesora vrhl, spolu oba mladí upíři šťastně odcházejí.
V závěrečné scéně muzikálu se přesouváme do budoucnosti, kdy se upírům, kteří se od těch dob rozšířili do celého světa, velmi dobře daří a přestože vládnou ve stínech, jsou v podstatě pány celého světa.

## Produkce
Rakousko, Vídeň, 4. října 1997 – 15. ledna 2000 Raimund Theater
- Graf Von Krolock - Steve Barton
- Alfred - Aris Sas
- Sára - Cornelia Zenz
- Professor Abronsius - Gernot Kranner
- Chagal - James Sbano
- Magda - Eva Maria Marold
- Rebecca - Anne Welte
- Herbert - Nik Breidenbach
- Koukol - Torsten Flach

Vídeň, 16. září 2009 – 25. června 2011, Ronacher Theater
- Graf von Krolock - Thomas Borchert, Drew Sarich
- Alfred - Lukas Perman
- Sára- Marjan Shaki
- Professor Abronsius - Gernot Kranner
- Chagal - James Sbano
- Rebecca - Katharina Dorian
- Magda - Anna Thorén
- Herbert - Marc Liebisch
- Koukol - Thomas Weissengruber

Německo, Stuttgart, 31. března 2000 – 31. srpna 2003 Apollo Theater
- Graf Von Krolock - Kevin Tarte
- Alfred - Aris Sas
- Sára - Barbara Köhler
- Professor Abronsius - Werner Bauer
- Chagal - James Sbano
- Magda - Maaike Schuurmans
- Rebecca - Anne Welte
- Herbert - Thomas Mülner
- Koukol - Torsten Flach

Stuttgart, 25. února 2010 – 16. října 2011, Palladium Theatre
- Graf von Krolock - Jan Ammann / Kevin Tarte
- Alfred - Krisha Dalke
- Sára - Lucy Scherer / Sabrina Auer
- Professor Abronsius - Christian Stadlhofer
- Chagal - Jerzy Jeszke
- Magda - Linda Konrad
- Rebecca - Martine de Jager
- Herbert - Florian Fetterle
- Koukol - Stefan Büdenbender

Hamburk, 16. prosince 2003 – 22. ledna 2006 Neue Flora Theater
- Hrabě von Krolock - Thomas Borchert
- Alfréd - Fredrik Wickerts
- Sára - Jessica Kessler
- Profesor Abronsius - Werner Bauer
- Chagal - Jerzy Jeszke
- Magda - Anna Thorén
- Rebecca - Jan Merchant
- Herbert - Norbert Kohler
- Koukol - Stefan Büdenbender

Berlín, 10. prosince 2006 – 30. března 2008 Theater des Westens
- Hrabě von Krolock - Thomas Borchert
- Alfréd - Alexander Klaws
- Sára - Lucy Scherer
- Profesor Abronsius - Veit Schäfermeier
- Chagal - Jerzy Jeszke / Ulrich Wiggers
- Magda - Katja Berg
- Rebecca - Maike Katrin Schmidt
- Herbert - Haldor Laegreid
- Koukol - Stefan Büdenbender

Berlín, 14. listopadu 2011 – 25. srpna 2013
- Hrabě von Krolock - Drew Sarich / Kevin Tarte / Thomas Borchert / Ivan Ozhogin
- Alfréd - Michael Heller
- Sára - Amelie Dobler / Mercedes Csampai
- Profesor Abronsius - Veit Schäfermeier
- Chagal - Kai Hüsgen / Jerzy Jeszke
- Magda - Goele de Raedt
- Rebecca - Barbara Raunegger / Anja Wessel
- Herbert - Marc Liebisch
- Koukol - Stefan Büdenbender

Oberhausen, 7. listopadu 2008 – 31. ledna 2010 Metronom Theater am Centro
- Hrabě von Krolock - Jan Ammann / Kevin Tarte
- Alfréd - Krisha Dalke
- Sára - Nele-Liis Vaiksoo
- Profesor Abronsius - Gernot Kranner
- Chagal - Jerzy Jeszke
- Magda - Linda Konrad
- Rebecca - Heike Schmitz
- Herbert - Florian Fetterle
- Koukol - Stefan Büdenbender

Estonsko, Tallinn, od 10. listopadu 2000 Tallinna Linnahall arena
- Hrabě von Krolock - Jassi Zahharov
- Alfréd - Koit Toome
- Sára - Nele-Liis Vaiksoo / Kristine Muldma
- Profesor Abronsius - Rostislav Gurjev
- Chagal - Marko Matvere
- Magda - Kaire Vilgats
- Rebecca - Katrin Karisma
- Herbert - Bert Pringi / Lauri Liiv
- Koukol - Lauri Liiv / Bert Pringi

Polsko, Varšava, 8. října 2005 – 22. října 2006 Roma Teatr Muzyczny
- Hrabě von Krolock - Łukasz Dziedzic / Paweł Podgórski
- Alfréd - Jakub Molęda / Marcin Wortmann
- Sára - Malwina Kusior / Aleksandra Bieńkowska / Agata Załuska
- Profesor Abronsius - Robert Rozmus / Grzegorz Pierczyński
- Chagal - Wojciech Paszkowski / Janusz Kruciński
- Magda - Dominika Szymańska / Katarzyna Walczak / Anna Gigiel
- Rebecca - Grażyna Strachota / Izabela Bujniewicz
- Herbert - Jakub Wocial / Modest Ruciński
- Koukol - Jakub Szydłowski

Japonsko, Tokio, od 7. července 2006
- Hrabě von Krolock - Yuichiro Yamaguchi
- Alfréd - Yohei Izumi / Kenji Urai
- Sára - Chihiro Otsuka / Tamaki Kenmochi
- Profesor Abronsius - Masachika Ichimura
- Chagal - Masahiro Sato
- Magda - Yuko Miyamoto
- Rebecca - Satomi Achiwa
- Herbert - Keigo Yoshino
- Koukol - Hajime Komada

Maďarsko, Budapešť, od 30. června 2007 Magyar Színház
- Hrabě von Krolock - Géza Egyházi / Sándor Nagy / Pál Feke / Bálint Merán / Gábor Bot
- Alfréd - László Sánta / Tibor Héger / János Szemenyei / György Mihálka / Ádám Pásztor
- Sára - Zsanett Andrádi / Krisztina Nádorfi / Nikolett Kovács / Dóra Stróbel / Anna Török
- Profesor Abronsius - Csaba Jegercsik / Dávid Sándor
- Chagal - Béla Pavletits / Gábor Bot / János Balog
- Magda - Tímea Kecskés / Anna Balogh / Dóra Stróbel / Éva Sári / Márta Debreczeni
- Rebecca - Judit Dobos / Krisztina Urbanovits / Kinga Csóka-Vasass / Viktória Várady
- Herbert - Dávid Pirgel / Victor Posta / Máté Kamarás / Gábor Jenei
- Koukol - Gábor Attila Farkas / János Balog / Zsolt Szentirmai

Belgie, Antverpy, od 9. září 2010
- Hrabě von Krolock - Hans Peter Janssens
- Alfréd - Niels Jacobs
- Sára - Anne Van Opstal
- Profesor Abronsius - Sébastien De Smet
- Chagal - Frank Hoelen
- Rebecca - Lulu Aertgeerts
- Herbert - Michaël Zanders
- Magda - Goele De Raedt
- Koukol - James Cooke

Rusko, Petrohrad, 3. září 2011 – 31. července 2014 State Theater of Musical Comedy
- Hrabě von Krolock - Ivan Ozhogin / Alexandr Sukhanov / Rostislav Kolpakov
- Alfréd - Georgy Novitsky / Sergey Denisov / Igor Krol'
- Sára - Elena Gazaeva / Vera Sveshnikova / Elena Romanova
- Profesor Abronsius - Andrey Matveev / Ivan Korytov / Denis Konovalov
- Chagal - Konstantin Kitanin / Alexandr Sukhanov
- Magda - Natalia Bogdanis / Anna Lukoyanova / Natalia Dievskaya
- Rebecca - Manana Gogitidze / Sofia Dushkina
- Herbert - Kirill Gordeev / Rostislav Kolpakov
- Koukol - Alexandr Chubatiy / Sergey Sorokin

Finsko, Seinäjoki, od 10. září 2011
- Hrabě von Krolock – Jyri Lahtinen
- Alfréd – Ville Salonen
- Sára – Raili Raitala
- Profesor Abronsius – Esa Ahonen
- Chagal – Heikki Vainionpää
- Rebecca – Leena Rousti
- Herbert – Jouko Enkelnotko
- Magda – Anne Vihelä
- Koukol – Antti Railio

Francie, Paříž, od 11. října 2014 Théâtre Mogador
- Hrabě von Krolock – Stéphane Métro
- Alfréd – Daniele Carta Mantiglia
- Sára – Rafaëlle Cohen
- Profesor Abronsius – David Alexis
- Chagal – Pierre Samuel
- Rebecca – Solange Milhaud
- Herbert – Sinan Bertrand
- Magda – Moniek Boersma
- Koukol – Guillaume Geoffroy

Česko, Praha, 12. února 2017 – 10. června 2018 GoJa Music Hall
- Hrabě von Krolock - Marian Vojtko / Bohuš Matuš
- Alfréd - Michal Bragagnolo / Lukáš Randák / Jakub Hübner - understudy
- Sára - Natálie Grossová / Michaela Gemrotová / Veronika Stýblová - understudy
- Profesor Abronsius - Pavel Vítek / Jan Urban / Petr Matuszek
- Chagal - Jiří Zonyga / Bronislav Kotiš
- Rebecca - Magda Malá / Renáta Podlipská
- Herbert - Tomáš Vaněk / Laco Hudec Šubrt
- Magda - Michaela Nosková / Elis Ochmanová
- Koukol - Jindřich Nováček / Tomáš Kobr

## Skladby
1. jednání
- Ouverture (Předehra)
- He, Ho, He (Hej, hou, hej)
- Knoblauch (Česnek)
- Bitte, meine Herren (Prosím, pánové)
- Eine schöne Tochter ist ein Segen (Krásná dcera to je požehnání)
- Ein mädchen, das so lächeln kann (Děvče co se umí takhle smát)
- Gott ist tot (Bůj je mrtev)
- Alles ist hell (Všechno je jasné)
- Wahrheit (Pravda)
- Du bist wirklich sehr nett (Ty jsi vážně milý)
- Einladung zum Ball (Pozvání na bál)
- Draußen ist Freiheit (Tam je svoboda)
- Die roten Stiefel (Červené boty)
- Stärker als wir sind (Silnější než my; tato píseň byla přidána v pozdějších, německých produkcích)
- Trauer um Chagal (Smutek za Chagala)
- Tot zu sein ist komisch (Smrt je zvláštní věc)
- Durch die Wildnis zum Schloß (Divočinou k hradu)
- Vor dem Schloß (Před hradem)

2. jednání
- Totale Finsternis (Úplné zatmění)
- Carpe Noctem (Carpe Noctem)
- Ein perfekter Tag (Dobrý den)
- Gruft (Krypta)
- Bücher, Bücher (Knihy, knihy)
- Für Sarah (Pro Sáru)
- Noch mehr Bücher (Ještě více knih)
- Wenn Liebe in dir ist (Když láska je v tobě)
- Sie irren, Professor (Mýlíte se, profesore)
- Ewigkeit (Věčnost)
- Die Unstillbare Gier (Neukojitelný chtíč)
- Tanzsaal (Taneční sál)
- Draußen ist Freiheit – Reprise (Tam je svoboda – Repríza)
- Der Tanz der Vampire (Ples upírů)

## Ukázka z Totale Finsternis, titulní písně muzikálu
Krolock: Sei bereit...

Sára: Manchmal in der Nacht denk ich ich sollte lieber fliehn vor Dir solang ich es noch kann.

Krolock: Sei bereit...

Sára: Doch rufst Du nach mir bin ich bereit, dir blind zu folgen, selbst zur Hölle würd ich fahren mit Dir.

Krolock: Sei bereit...

Sára: Manchmal in der Nacht gäb ich mein Leben her für einen Augenblick in dem ich ganz Dir gehör.

Krolock: Sei bereit...

Sára: Manchmal in der Nacht möcht ich so sein, wie Du mich haben willst und wenn ich mich selber zerstör!

Krolock: Sei bereit, Sternkind...

Sára: Ich hör eine Stimme die mich ruft...

Krolock: Sei bereit, Sternkind...

Sára: Ich spür eine Sehnsucht die mich sucht!

Oba: Sich verliern heisst sich befrein!

[Du wirst dich/Ich wird mich] in [mir/dir] erkennen.

Was [du erträumst/ich erträum] wird Wahrheit sein!

Nichts und niemand kann uns trennen.

Tauch mit mir in die Dunkelheit ein!

Zwischen Abgrund und Schein,

verbrennen wir die Zweifel und vergessen die Zeit!

[Ich hüll dich/Du hüllst mich] ein in [meinen/deinem] Schatten und [trag dich/trägst mich] weit!

Krolock: Du bist das Wunder das mit der Wirklichkeit versöhnt!

Sára: Mein Herz ist Dynamit das einen Funken ersehnt!

Oba: Ich bin zum Leben erwacht!

Die Ewigkeit beginnt heut Nacht!

Die Ewigkeit beginnt heut Nacht...

Sára: Ich hab mich gesehnt danach mein Herz zu verlieren,

jetzt verlier ich fast den Verstand.

Oba: Totale Finsternis, ein Meer von Gefühl und kein Land

Sára: Einmal, dachte ich, bricht Liebe den Bann.

Krolock: Jetzt zerbricht sie gleich Deine Welt.

Oba: Totale Finsternis, wir fallen und nichts was uns hält!

Sára: Totale Finsternis, ein Meer von Gefühl und kein Land.

Totale Finsternis, ich glaub ich verlier den Verstand!